# NGC 191A
NGC 191A (cũng là PGC 2332, IC 1563, MCG -2-2-76 của ARP 127) là một thiên hà dạng thấu kính trong chòm sao Kình Ngư.